# St. Bartholomäi (Droyßig)

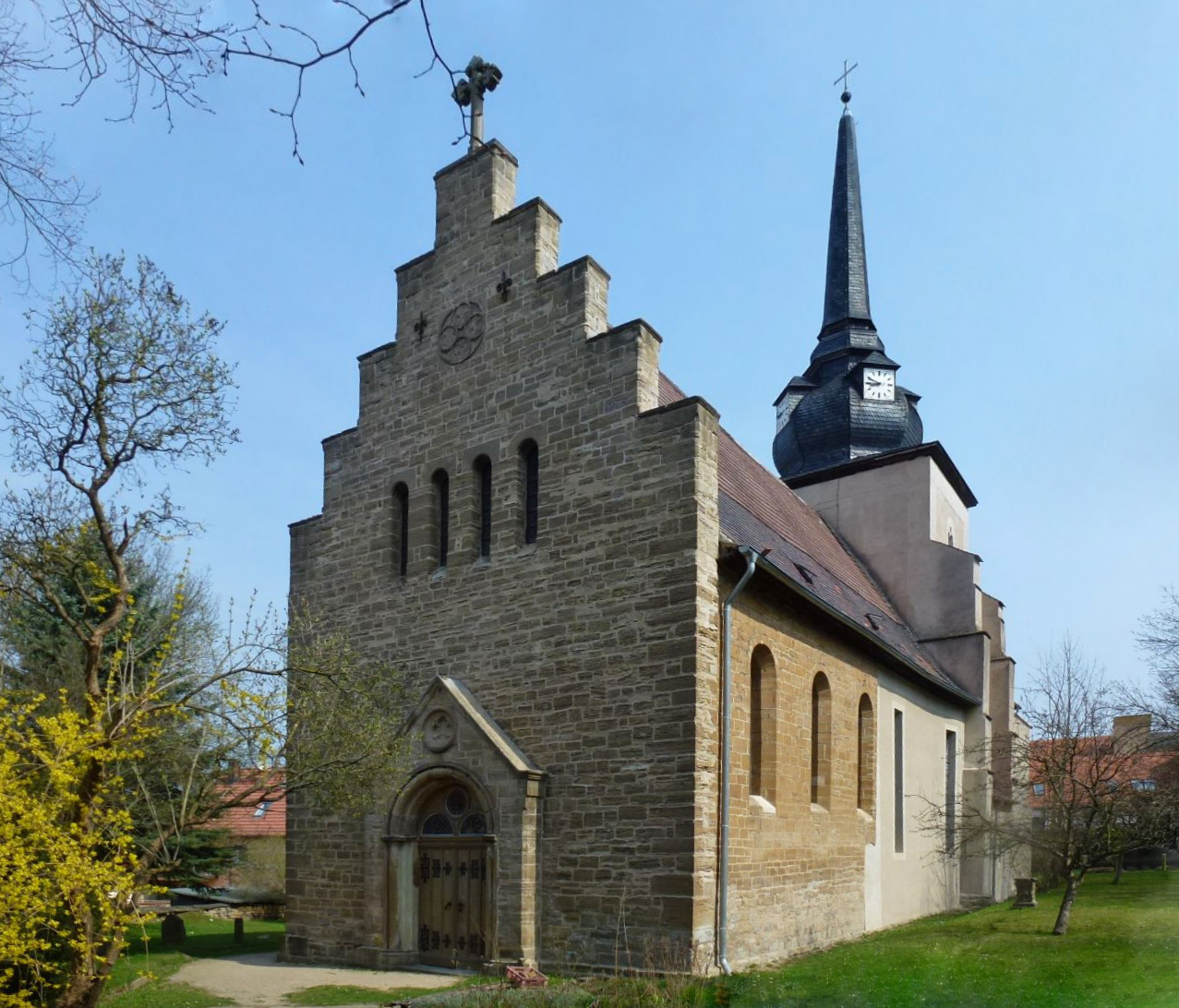
St. Bartholomäi in Droyßig

Die evangelische Kirche St. Bartholomäi befindet sich in Droyßig im Burgenlandkreis in Sachsen-Anhalt. Sie steht unter Denkmalschutz und ist mit der Erfassungsnummer 094 86634 im Denkmalverzeichnis des Landes registriert. Das Bauwerk steht an der Stelle einer ehemaligen Kirche, welche hier bereits vor der 1215 erfolgten Übergabe an das in diesem Jahr gegründete Ordenshaus zum Heiligen Grab stand. Zwischen den Jahren 1493 und 1517 erfolgte ein Übergang des Tempelhofs an den Johanniterorden.

## Beschreibung

### Gebäude
Von einem Neubau der Kirche im dritten Viertel des 13. Jahrhunderts zeugen die zwei östlichen, auf Runddiensten kreuzrippengewölbten Chorjoche mit geradem Ostschluss. An der Südseite des Ostjochs befindet sich eine Sediliennische mit drei kleeblattbogigen Arkaden auf Säulen. Etwas jünger, jedoch noch aus dem 14. Jahrhundert stammt der mächtige Turm über dem westlich anschließenden, auf Konsolen kreuzgratgewölbten Joch. Der mit einem hohen Obeliskenaufsatz versehene verschieferte Turmaufsatz stammt aus dem Ende des 18. Jahrhunderts. Der Ostteil des Kirchenschiffs wurde in den Jahren 1648 bis 1652 errichtet und zwischen 1859 und 1860 verlängert. Ein an der Nordseite des Schiffs befindliches romanisches Portal ist vermutlich der Rest einer 1215 dem Ordenshaus übergebenen älteren Pfarrkirche.

### Innenraum
Das Innere des Saals wird bestimmt von einer Flachdecke auf profilierten Balken aus den Jahren 1648 bis 1652 sowie einer barocken Hufeisenempore, welche an der Nordseite zweigeschossig ist. Beide wurden beim Umbau 1860 nach Westen verlängert. Eine im Jahr 1949 restaurierte Herrschaftsempore befindet sich an der Nordseite des Turmjochs.

### Ausstattung
Der aus der Zeit um 1510 bis 1520 stammende Schnitzaltar wurde vermutlich von Franz Geringswalde aus Altenburg errichtet. Im Schrein des Altars sind Maria mit Kind zwischen den heiligen Barbara und Katharina zu sehen. Auf den Flügeln befinden sich je vier Heilige in zwei Reihen übereinander. Auf der Predella sind die Beweinung sowie die Wappen der Familie von Bünau und des Johanniterordens aufgemalt. Die Flügelaußenseiten sind mit Gemälden der heiligen Hieronymus und Rochus, die Standflügel mit den heiligen Laurentius und Stephanus versehen. Auf dem Schrein befinden sich Schnitzfiguren des Titelheiligen Bartholomäus und von Johannes dem Täufer. Zwischen beiden befindet sich ein nicht dazu gehöriges Kruzifix. Die Kanzel stammt aus der Zeit um 1610. An deren Korb sind gemalte Darstellungen der vier Evangelisten zu sehen. Die in einer Kelchform ausgeführte und an den Seiten mit sechs Engelsflüchten versehene Sandsteintaufe wird mit einer Inschrift auf das Jahr 1621 datiert.

### Grabmäler und Epitaphe
Im Chor der Kirche befinden mehrere große Wandgrabmäler der Familie von Hoym, welche alle von hoher Qualität sind und aus Stuckmarmor und Alabaster hergestellt wurden. An der Nordwand befindet sich das Grabmal mit den Bildnisbüsten der 1738 verstorbenen Ludwig Gebhard von Hoym (1678–1738) und seinem Sohn Georg Ludwig. In Obeliskform über einer Tumba wurden die Grabmäler an der Südwand errichtet. Auf einem ist das von Engeln gehaltene Bildnismedaillon der 1743 verstorbenen Marianne Christine von Hoym zu sehen. Das andere, ebenfalls mit einem Bildnismedaillon versehene Grabmal wurde nach einem Entwurf von Adam Friedrich Oeser 1771 von Friedrich Samuel Schlegel für den 1769 verstorbenen Julius Gebhard von Hoym in frühklassizistischen Formen errichtet. An der Ostwand befindet sich das Grabmal für die 1681 verstorbene Katharina Sophia von Hoym. Darauf sind die Figur des Todes sowie Engel zu sehen. Ebenfalls an der Ostwand befindet sich ein Grabmal mit Bildnisbüste für den 1711 verstorbenen Ludwig Gebhard. Bemerkenswert ist der Grabstein des 1431 verstorbenen Günter von Bünau. Als Hochrelief dargestellt ist der Verstorbene in Rüstung auf einem Löwen stehend. In den Händen hält er Wappen und Marschallstab. Des Weiteren befindet sich der Rittergrabstein des 1556 verstorbenen Heinrich von Bünau an der Kirche. Im Gemeindesaal befindet sich ein Epitaphgemälde für den 1552 verstorbenen Rudolf von Bünau. Es zeigt den ein Kruzifix anbetenden Verstorbenen in der Landschaft und das Bünauische Wappen.